# Szentgotthárd
Pour les articles homonymes, voir Saint-Gothard (homonymie).

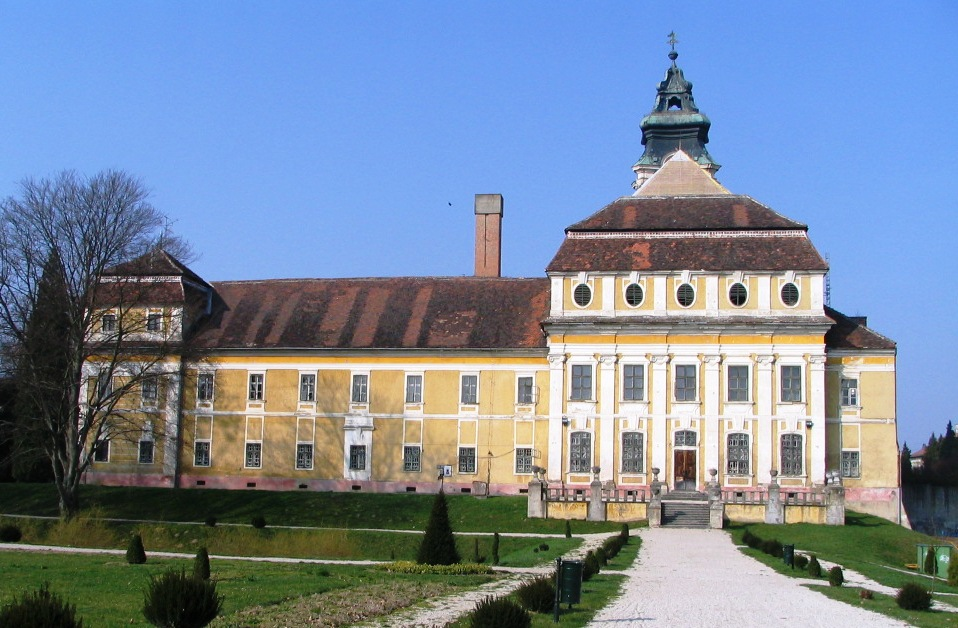
L'ancien bâtiment cistercien (rendház) accolé à l'église

Szentgotthárd (en allemand, St. Gotthard ; en slovène, Monošter ; en français, Saint-Gothard) est la commune la plus occidentale de Hongrie. Elle est située sur le Raab près de la frontière autrichienne, et constitue le foyer de la majeure partie de la minorité ethnique slovène de Hongrie.

## Histoire
En 1664, elle est le théâtre de la bataille de Saint-Gothard, durant laquelle une armée autrichienne conduite par Raimondo Montecuccoli défit l'empire ottoman et conduisit ainsi les Turcs à accepter la Paix de Vasvár qui dura jusqu'en 1683.